# Elecciones municipales de 2019 en Carranque
Las elecciones municipales de 2019 se celebraron en Carranque el domingo 26 de mayo, de acuerdo con el Real Decreto de convocatoria de elecciones locales en España dispuesto el 1 de abril de 2019 y publicado en el Boletín Oficial del Estado el 2 de abril. Se eligieron los 11 concejales del pleno del Ayuntamiento de Carranque, a través de un sistema proporcional (método d'Hondt), con listas cerradas y un umbral electoral del 5 %.

## Candidaturas
En abril de 2019 se publicaron 4 candidaturas, el PP con  Amelia María Guzmán Rodríguez como cabeza de lista; el PSOE con Victoria Cándida Lozano Fernández a la cabeza, la lista electoral de Ciudadanos con María Ángeles Díaz Rodelgo a la cabeza y Podemos con Yolanda García Laguna a la cabeza

## Resultados
Tras los comicios, el Partido Popular mantuvo sus 4 escaños de la anterior legislatura; el Partido Socialista Obrero Español obtuvo cuatro escaños, un más que en la anterior legislatura, Ciudadanos mantuvo sus dos escaños y Podemos entró en el consistorio con un escaño.
| Candidatura   | Candidatura                              | Votos | %                                       | Escaños                                 |
| ------------- | ---------------------------------------- | ----- | --------------------------------------- | --------------------------------------- |
|               | Partido Popular (PP)                     | 705   | 33,73                                   | 4                                       |
|               | Partido Socialista Obrero Español (PSOE) | 643   | 30,77                                   | 4                                       |
|               | Ciudadanos-Partido de la Ciudadanía (Cs) | 457   | 21,87                                   | 2                                       |
|               | Unidas Podemos (UP)                      | 252   | 12,06                                   | 1                                       |
| Votos válidos | Votos válidos                            | 2057  | 100,00                                  | 11                                      |
| Votos nulos   | Votos nulos                              | 57    | Participación: · \| \| 60,99 % \| 7,59% | Participación: · \| \| 60,99 % \| 7,59% |
| Votantes      | Votantes                                 | 2147  | Participación: · \| \| 60,99 % \| 7,59% | Participación: · \| \| 60,99 % \| 7,59% |
| Electores     | Electores                                | 3520  | Participación: · \| \| 60,99 % \| 7,59% | Participación: · \| \| 60,99 % \| 7,59% |
|               | 60,99 %                                  |       |                                         |                                         |

## Concejales electos
| N.º | Nombre                            | Lista | Lista |
| --- | --------------------------------- | ----- | ----- |
| 1   | Amelia María Guzmán Rodríguez     |       | PP    |
| 2   | Victoria Cándida Lozano Fernández |       | PSOE  |
| 3   | María Ángeles Díaz Rodelgo        |       | Cs    |
| 4   | María Inmaculada Navas del Río    |       | PP    |
| 5   | Rafael Antonio Muñoz González     |       | PSOE  |
| 6   | Yolanda García Laguna             |       | UP    |
| 7   | Javier Buitrago Gómez             |       | PP    |
| 8   | Francisco Javier Granado Arroyo   |       | Cs    |
| 9   | María Soledad Cenamor Fernández   |       | PSOE  |
| 10  | María Montaña Fernández Trujillo  |       | PP    |
| 11  | Mario Sánchez del Baño            |       | PSOE  |